# イサドール・シンガー
イサドール・シンガー（Isadore Manual Singer, 1924年5月3日 - 2021年2月11日）は、アメリカ合衆国の数学者。マサチューセッツ工科大学数学科の教授である。東欧系ユダヤ人の血を引く。マイケル・アティヤとともに行ったアティヤ＝シンガーの指数定理の研究でよく知られている。

## 来歴
彼はデトロイトで生まれ、1944年にミシガン大学から学士号を得た。1950年にシカゴ大学で博士号を取得すると、マサチューセッツ工科大学に移り、以降はそこで研究を行っている。全米科学アカデミーおよびアメリカ芸術科学アカデミーの会員である。

## 受賞歴
- ボッチャー記念賞（1969年）
- スティール賞（2000年）
- ウィグナー・メダル（1988年）
- アメリカ国家科学賞（1983年）
- アーベル賞（2004年）

など